# Пітер Пен (франшиза)
«Пітер Пен» (англ. Peter Pan) — діснеївська франшиза, що базується на оригінальній п'єсі Дж. М. Баррі 1904 року і романі 1911 року, офіційно розпочалася з мультфільму 1952 року «Пітер Пен». Продовжив цю франшизу спін-офф серія фільмів «Феї» у 21 столітті.
Франшиза про Пітера Пена, хлопчика, який живе в Небувалії і відмовляється входити в людський світ і дорослішати. Він запрошує сім'ю Венді Дарлінґ до себе додому і показує їм околиці, і разом вони прагнуть зірвати плани злого та мстивого Капітана Гака.
Персонаж Дінь-Дінь також є частиною франшизи «Феї від Дісней».